# عمقه (فجیره)
عمقه (در عربی:  العَمقة ) روستای کوچکی از توابع شهر دبا الفجیره در نوار ساحلی کرانهٔ دریای عمان از توابع امارت فجیره از امارات هفتگانه دولت امارات متحده عربی و در شبه جزیره عربستان واقع شده‌است. این روستای در پایهٔ رشتهٔ کوه حجر واقع شده‌است.

## جمعیت
جمعیت آن ۲۷۶ نفر (۳۰ خانوار) می‌باشند که از اهل سنت و مالکی مذهب هستند. شغل عمدهٔ مردم روستا ماهی گیر.